# Norma Auto Concept
Norma Auto Concept ist ein französischer Hersteller von Sportwagen mit Sitz in der 1.200 Einwohner zählenden Gemeinde Saint-Pé-de-Bigorre im Département Hautes-Pyrénées.

## Unternehmensgeschichte
Das Unternehmen wurde 1990 von dem französischen Ingenieur Norbert Santos gegründet. Es entwickelt und baut Rennwagen für unterschiedliche nationale und internationale Rennsportklassen und beschäftigt sich nach eigenen Angaben auch mit der Vorbereitung der Fahrzeuge für die jeweiligen Renneinsätze.

## Die Produkte

### Formel-Sport
Mit offenen Einsitzern bedient Norma die Formel Renault, eine französische Nachwuchsklasse, die unterhalb der Formel 3 angeordnet ist.

### Bergrennen
Daneben stellt Norma Sportprototypen her, die von unabhängigen Fahrern in der französischen Bergmeisterschaft sowie in der Europa-Bergmeisterschaft eingesetzt werden.

### Langstreckenrennen

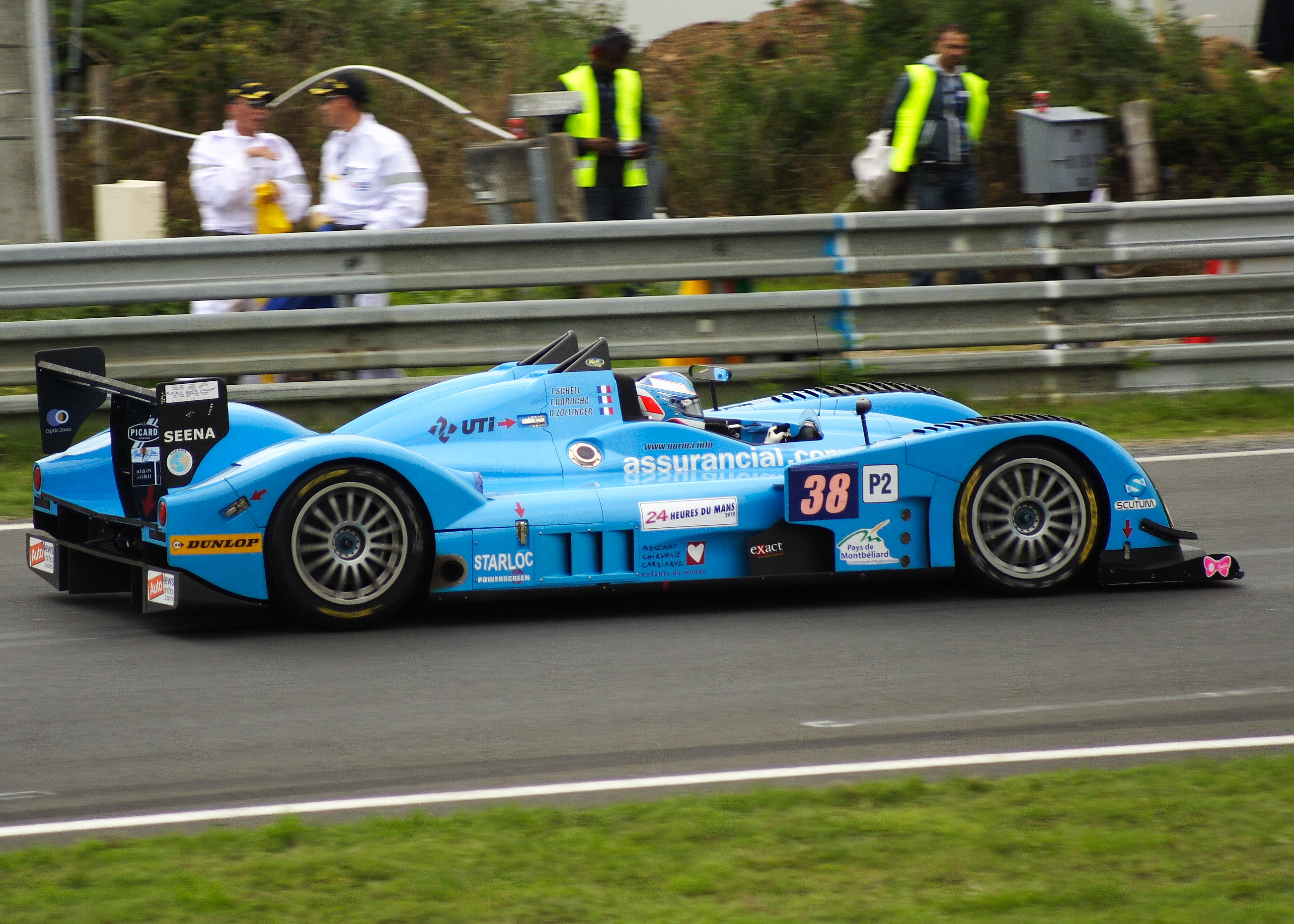
Norma M200 der Ecurie Pegasus (beim 24-Stunden-Rennen von Le Mans 2010).

Seit 1990 meldete Norma wiederholt Fahrzeuge für das 24-Stunden-Rennen von Le Mans, konnte aber nicht an jedem Rennen teilnehmen.
Zum 24-Stunden-Rennen von 1990 meldete die Ecurie ASA Armagnac Bigorre einen Norma M6, einen geschlossenen Prototyp der Klasse C1. Das Team war gewissermaßen ein Norma-Werksteam; das Norbert Santos leitete, der zugleich als einer der Fahrer gemeldet war. Weitere Fahrer waren Noël del Bello und Daniel Boccard. Das Besondere an diesem Auto war sein Triebwerk: Es handelte sich um einen ungewöhnlichen, zunächst für die Formel 1 konzipierten W-Motor von Moteurs Guy Nègre, der 1989 in einem Wagen des Formel-1-Teams Automobiles Gonfaronnaises Sportives (AGS) getestet worden war. Nach dem erfolglosen Abschluss der Formel-1-Tests hatte der Entwickler des Motors, Guy Nègre, das Triebwerk an Norbert Santos zur weiteren Verwendung übergeben. Zu einer Rennteilnahme kam es nicht, weil sich das Team nicht qualifizierte. Presseberichten zufolge bekamen die Mechaniker das Triebwerk nicht zum Laufen, sodass das Team an der Qualifikation nicht teilnehmen konnte.
Zwei Jahre später, zum 24-Stunden-Rennen von 1992, meldete ein Team namens Noël del Bello Racing wiederum einen Norma. In den Meldelisten ist nicht verzeichnet, um welchen Typ es sich dabei gehandelt hat. Als Antrieb wurde ein 3,0-Liter-Sechszylinder von Alfa Romeo angegeben. Das Team trat letzten Endes nicht an.
Zum 24-Stunden-Rennen des Jahres 1995 meldete Norma-Inhaber Norbert Santos einen Norma M14, der von einem 4,5-Liter-Sechszylinder von Buick angetrieben werden sollte. Fahrer waren Dominique Lacaud, Jean-Paul Libert und Pascal Dro. Das Team nahm am Rennen nicht teil; als Grund wird in den offiziellen Listen ein Motorschaden angegeben.
Schließlich meldete ein Sezio Florida Racing Team zum 24-Stunden-Rennen des Jahres 2000 einen Norma M2000 mit BMW-M5-Motor für Edouard Sezionale und Patrice Roussell. Die Meldung wurde allerdings vom Ausrichter des Rennens nicht akzeptiert, sodass es nicht zu einer Rennteilnahme kam.
Zum 24-Stunden-Rennen von 2003 meldete der Franzose Edouard Sezionale einen Norma M2000-2 für die LMP-900-Klasse. Das Fahrzeug wurde von einem 6 Liter großen Achtzylinder von Ford USA angetrieben. Gemeldete Fahrer waren Edouard Sezionale, Patrice Roussell und Lucas Lasserre. Die Rennteilnahme dauerte jedoch lediglich 45 Minuten, bis das Triebwerk kollabierte.
2010 entstand der Prototyp Norma M200 mit Judd-Motor, mit dem die Ecurie Pegasus Racing am 24-Stunden-Rennen von Le Mans 2010 teilnahm. Das von Julien Schell, Frédéric da Rocha und David Zollinger gefahrene Auto fiel nach 40 Runden aus.
2011 setzte die Extrême Limite AM Paris den nunmehr von einem BMW-Motor angetriebenen M200 für Fabien Rosier, Phillipe Haezebrouck und Jean-René de Fournoux ein. Das Team beendete das Rennen außerhalb der Klassifikation.